# Сибзавод
Сибзавод — предприятие сельскохозяйственного машиностроения Сибири и Дальнего Востока, расположенное в Омске. Представляет собой группу предприятий: ОАО «Сибзавод Центр», ООО «Сибзавод».
За вклад в тыловое обеспечение во время Великой Отечественной войны Сибзавод был награждён орденом Трудового Красного Знамени.

## История
В годы Великой Отечественной войны Сибирский завод сельскохозяйственного машиностроения (Сибзавод им. Борцов Революции) перешёл на выпуск корпусов 82-миллиметровых мин, цилиндров для гусеничных тракторов ЧТЗ, автомобильных и тракторных запчастей, противотанковой бронебойной мины Б-7, корпусов снаряда к миномёту «Катюша». Кроме этого здесь изготавливали инструменты и проводили ремонт оборудования. На 1 сентября 1946 года медалью «За доблестный труд в Великой Отечественной войне 1941—1945 гг.» было награждено 2214 работников Сибзавода.
В 2007 году московская инвестиционная компания «Траст-Инвест» приобрела 100 % пакет акций ОАО «Сибзавод Центр» вместе с дочерними предприятиями ООО «Сибзавод» (и его «Сибзавод Агро»), ОАО «Сибзавод Трактор» и ОАО «Центркоммунсистема». Планировалось, что компания вложится в развитие предприятий и перенесёт их за город, распродав или распилив на металлолом 90 % технопарка.
В сентябре 2009 года предприятию исполнилось 100 лет.
К августу 2016 года производство Сибзавода было перенесено из центра города, а на его месте по улице Красный путь был построен микрорайон «Серебряный берег».
Для сохранения производства сельскохозяйственной техники в Омском регионе, 12 ноября 2011 года создано ООО «СибзаводАгро». СибзаводАгро динамично развивает мощности 
производства, выпускает посевную и почвообрабатывающую технику, на 2022 год сертифицировано 115 наименований с/х техники.

## Продукция

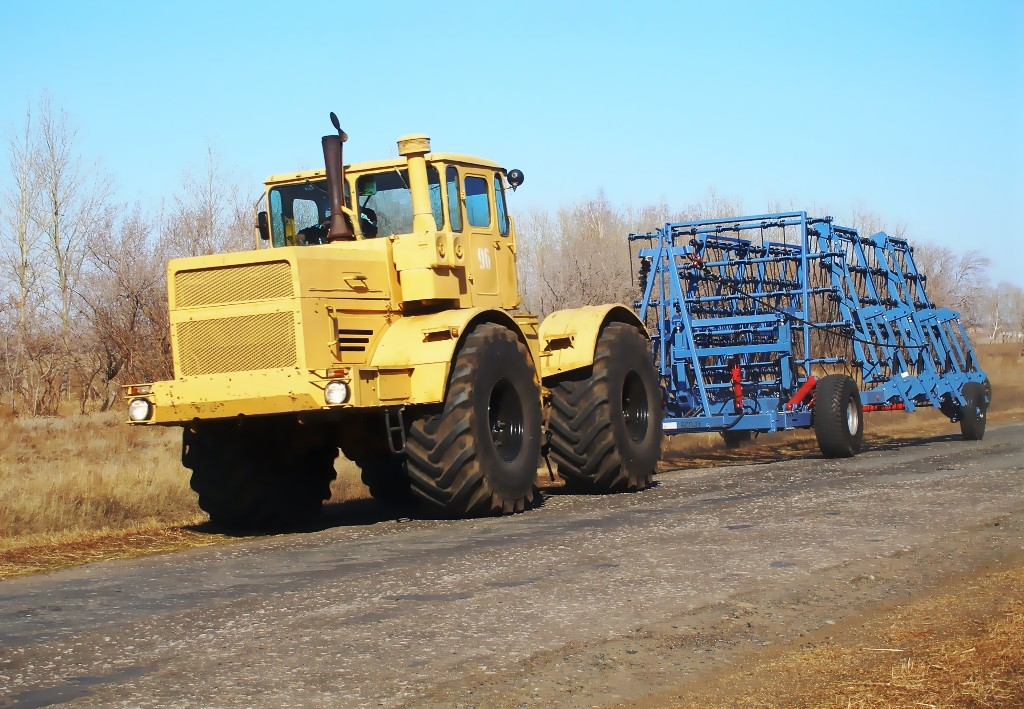
Борона секционная пружинная БСП-21

Компания производит посевные комплексы «Иртыш-10», бороны БСП-21, сеялки — модульные посевные комплексы КСКП «Омич», культиваторы, прицепные жатки ЖВП-9,1 «Дрофа», разбрасыватели соломы, разбрасыватели минеральных удобрений, а также тракторы и запчасти.